# Los inconstantes
Los inconstantes és una pel·lícula en blanc i negre de l'Argentina dirigida per Rodolfo Kuhn sobre el seu propi guió que es va estrenar el 12 de setembre de 1963 i que va tenir com a protagonistes Elsa Daniel, Gilda Lousek, Luis Medina Castro i Alberto Argibay. Va ser filmada parcialment a Villa Gesell.

## Sinopsi
Històries sobre un grup de joves que passa una setmana en un balneari de la costa.

## Repartiment
- Elsa Daniel
- Gilda Lousek
- Luis Medina Castro
- Alberto Argibay
- Jorge Rivera López
- Fernando de Soria
- Héctor Pellegrini
- Virginia Lago
- Mónica Sanz
- Salvador Santángelo
- Susana Latou

## Comentaris
Jorge Miguel Couselo a Correo de la Tarde va opinar del film:
| « | ”Episodis sense coherència argumental…descripció pessimista de la joventut d'avui.” | » |

La Nación va trobar en la pel·lícula:
| « | ”Maduresa formal…els personatges …viuen, palpiten, respiren amb autenticitat.” | » |

A Tiempo de Cine va dir Antonio Salgado:
| « | ”El seu convencional desenvolupament el redueix a converses amb variables parelles.” | » |

Clarín en nota signada per J.D. es va expressar:
| « | ”Es percep no obstant això, que hi ha en el film un creador amb matèria excelsa per al cinema.” | » |